# فرمی (دهانه)

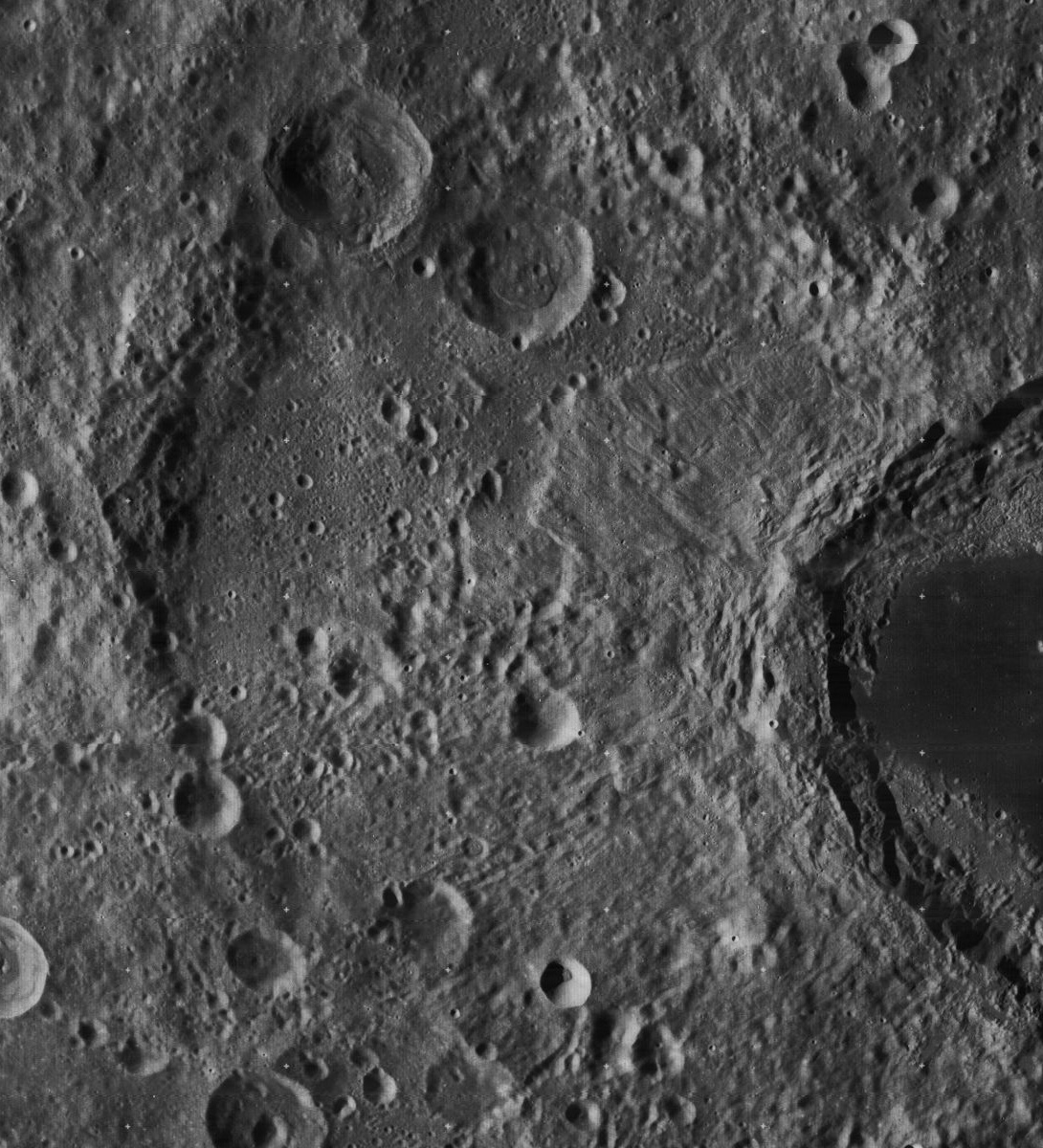
نمایی از فرمی

فرمی یک دهانه برخوردی در ماه‌ است.